# Elizabeth Brownrigg

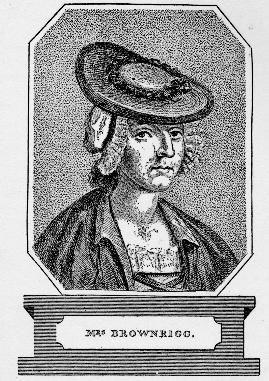
Elizabeth Brownriggs

Elizabeth Brownrigg, född 1720, död 14 september 1767 på Tyburn i London, var en brittisk mördare. Hon var känd för att regelbundet misshandla sina anställda, och dömdes för mord på sin tjänare Mary Clifford, som avled av skador orsakade av de infekterade sår hon fått efter långvarig och svår misshandel. Elizabeth Brownrigg dömdes till att avrättas genom hängning och sedan få sitt lik offentligt dissekerat. Fallet var ett av de mest uppmärksammade i samtiden och berömt till långt inpå 1800-talet.
Elizabeth Brownrigg var gift med John Brownrigg och mor till 16 barn, av vilka tre överlevde spädbarnsåldern. Paret var bosatta i London, där Brownrigg var barnmorska, medan maken arbetade som rörmokare. Elizabeth Brownrigg var respekterad inom sitt yrke och utnämndes av myndigheterna till föreståndare för kvinnor och barn vid London Foundling Hospital. Hon fick genom sin ställning vårdnaden om föräldralösa flickor, som hon lärde upp som tjänsteflickor i sitt hem. 
Politiken att lära upp föräldralösa till tjänare som lärlingar i privata hem ledde ofta till misshandel, övergrepp och exploatering. Elizabeth Brownrigg hade för vana att misshandla sina tjänsteflickor hårdare än vad som var vanligt. Hon brukade för minsta förseelse klä av flickan naken, binda fast henne vid en stång och piska och slå henne med tillhyggen. En av hennes tjänare, Mary Jones, flydde från hennes hem och sökte skydd på London Foundling Hospital, men myndigheterna nöjde sig vid detta tillfälle med att uppmana maken att begränsa sin hustrus misshandel av personalen. 

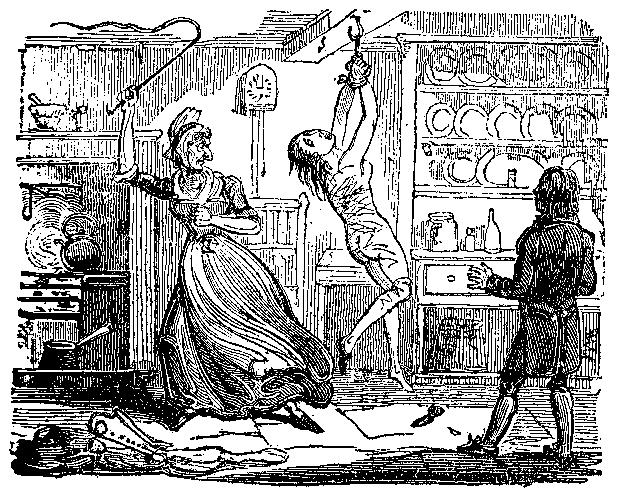
Elizabeth Brownriggs misshandel av Mary Clifford, illustration från Newgate Calendar.

En av dessa tjänare, Mary Clifford, sökte liksom Jones skydd hos myndigheterna, men hon tvingades återvända till arbetet av John Brownrigg. Elizabeth Brownrigg fråntog Clifford hennes kläder, tvingade henne att sova naken på en matta nere i en kolgrop och gav henne endast vatten och bröd att leva på. Clifford bröt upp skåp för att hitta mat på grund av hungern, och bestraffades då genom att kedjas vid taket och sedan bli slagen under en hel dag. Även en annan tjänsteflicka anställd vid samma tidpunkt, Mary Mitchell, misshandlades under detta tillfälle. Clifford och Mitchell insjuknade på grund av de obehandlade skador de fick av misshandeln, som inte fick tid att läka. Grannarna bad då London Foundling Hospital att inspektera paret. Vid inspektionen utlämnades Mitchell, men paret Brownrigg vägrade att utlämna Clifford och lyckades undkomma, medan deras son omhändertogs. 
I augusti 1767 arresterades paret i Wandsworth. Den 14-åriga Mary Clifford hade då avlidit av infektion förorsakad av kontinuerlig misshandel. Elizabeth, Johan och deras son James Brownrigg ställdes alla inför rätta åtalade för mord. Mary Mitchell återhämtade sig och vittnade på åklagarsidan. Elizabeth Brownrigg dömdes till att hängas för mord vid Tyburn och till att få sitt lik offentligt dissekerat efter avrättningen. Fallet tilldrog sig stor uppmärksamhet från allmänheten och hade en långvarig effekt på samtiden.